# フルボキサミン
フルボキサミン（英:Fluvoxamine）は、選択的セロトニン再取り込み阻害薬(SSRI)に分類される抗うつ薬のひとつで、ベルギーの化学会社ソルベイ（医薬品部門は現アッヴィ）によって創製された。
1999年5月に、日本で最初に発売されたSSRIである。日本ではルボックス（アッヴィ）、デプロメール（Meiji Seika ファルマ）の商品名で知られ、うつ病・うつ状態、強迫性障害、社交不安障害に適応がある。処方箋医薬品である。

## 開発や販売
日本ではルボックス（アッヴィ）、Meiji Seika ファルマのデプロメールの商標で販売されている。また後発医薬品（ジェネリック）も販売されている。

## 形状
25mg錠と50mg錠と75mg錠とがある。ルボックス、デプロメールとも黄色い小さな錠剤である。
日本国内での販売例
- ルボックス25mg（現在は藤沢薬品工業【現アステラス製薬】の社章ロゴは消去されている）
- デプロメール75mg

## 副作用
主な副作用は、吐き気、頭痛、眠気、そして主に胃や肝臓などの消化器への影響である。その他にも少数例ながら各種の副作用が報告されている。特に、24歳未満の患者が服用する場合は、自殺願望の芽生えなどの危険な副作用が発生する可能性が添付文書に記載されているため注意が必要である。
抗うつ薬は効果の出現にある程度時間がかかるが、副作用は服用直後から現れる。しかし飲み続けると副作用が消えることも多い。
副作用で薬を昼間に飲んだとき、夜に悪夢をみて、うなされることがある。

## 血中濃度
健康な成人男性に50mg投与した場合、最高血中濃度は5時間ほどで訪れ、血中濃度半減期は9時間前後である。